# Argogorytes
Argogorytes ist eine Gattung der Grabwespen (Spheciformes) aus der Familie Crabronidae. Es sind 24 Arten bekannt, die weltweit, mit Ausnahme des tropischen Afrika verbreitet sind. In Europa sind drei Arten vertreten.

## Merkmale
Die mittelgroßen und verhältnismäßig schlanken Grabwespen haben durch ihren Hinterleib, der gelbe Binden trägt, wie auch die Arten der Gattung Gorytes starke Ähnlichkeit mit Solitären Faltenwespen (Eumeninae). Wegen einer kleinen Einbuchtung der inneren Augenränder ist die Stirn auf Höhe des mittleren Punktauges (Ocellus) dort etwas schmaler. Die Weibchen haben auf den Vorderbeinen einen nur schwach entwickelten Tarsalkamm.

## Lebensweise
Die mitteleuropäischen Arten legen ihre Nester an sonnigen, trockenen Orten, wie etwa an Waldrändern und Böschungen an. Sie sind nicht auf sandige Böden angewiesen. Sie bestehen aus sechs bis neun Zellen, die in etwa neun Zentimeter Tiefe angelegt werden. Der Nesteingang wird beim Ausfliegen nicht verschlossen. Die Brut wird mit Nymphen von Schaumzikaden der Gattungen Philaenus und Aphrophora versorgt. Die beiden mitteleuropäischen Arten Argogorytes fargeii und Argogorytes mystaceus werden durch den Duft der Fliegen-Ragwurz (Ophrys insectifera) angelockt, der ähnlich dem Duft des Pheromons ist, das das Weibchen absondert. Dadurch sind diese Arten wichtige Bestäuber dieser Pflanze.

## Arten (Europa)
- Argogorytes fargeii (Shuckard, 1837)
- Argogorytes hispanicus (Mercet, 1906)
- Argogorytes mystaceus (Linnaeus, 1761)

## Belege